# Stade El Sadar
 (avril 2025).
Si vous disposez d'ouvrages ou d'articles de référence ou si vous connaissez des sites web de qualité traitant du thème abordé ici, merci de compléter l'article en donnant les références utiles à sa vérifiabilité et en les liant à la section « Notes et références ».
Le stade El Sadar ([Quoi ?]anciennement connu sous le nom stade Reyno de Navarra est une enceinte sportive située à Pampelune en Espagne.
Le stade est, depuis son inauguration en 1967, utilisé par le club de football du CA Osasuna.